# Ferrero
Ferrero é uma empresa italiana especializada em guloseimas e chocolates fundada em 1946 na cidade italiana de Alba pelo confeiteiro Pietro Ferrero. Concentrada na produção e distribuição de chocolates, a Ferrero é atualmente uma das maiores indústrias alimentícias internacionais, empregando mais de 20 mil pessoas no mundo.

## História
Em 1946, Filipa Ambrósio inventou um creme de avelãs e cacau e chamou a mistura de Pasta Gianduja. O produto foi um grande sucesso de vendas e Pietro decidiu criar uma empresa especializada inteiramente na produção do creme. Hoje, o produto é muito popular e é comercializado sob a marca de Nutella desde 1964. 
A criação deste produto está associada à situação econômica da Itália após a Segunda Guerra Mundial, quando as refinadas sementes de Cacau obtiveram preço elevado. Pietro Ferrero misturou Nozes, Cacau, avelã e leite para obter um certo tipo de chocolate cremoso e pastoso. Ferrero continuou a criar novas receitas e a aprimorar as suas antigas. Ferrero batizou a sua segunda receita cremosa de Supercrema Ferrero. 
Com a morte de Pietro em 1949, seu filho Michele assumiu o controle da empresa e em 1964 lançou o produto campeão de vendas, Nutella.
Em 2018, a Ferrero adquiriu a divisão americana de chocolates Nestlé por 2,8 mil milhões de dólares (cerca de 2,3 mil milhões de euros). O departamento americano de chocolates da Nestlé, que é a maior empresa de produtos alimentares do mundo, estava a entrar em declínio de receitas, tendo vendido apenas cerca de 912 milhões de dólares em 2016.

## Atualidade
Calcula-se que somente em 2002, a Ferrero movimentou cerca de 4 bilhões de euros. As fábricas Ferrero consumiram cerca de 70 mil toneladas de cacau por ano e 56 mil toneladas de avelãs, além de 102 mil litros de leite.
Em 2016, entre todos os seus produtos e as 22 fábricas espalhadas pelo mundo, o grupo utiliza um terço da produção mundial de avelãs e 120 mil toneladas de cacau por ano.
No Brasil, a Ferrero comercializa os produtos Ferrero Rocher, Ferrero Deluxe, Kinder Chocolate, Kinder Bueno, Kinder Ovo, Nutella, Kinder Tronky, Tic Tac e Raffaello.[carece de fontes?]

## Produtos

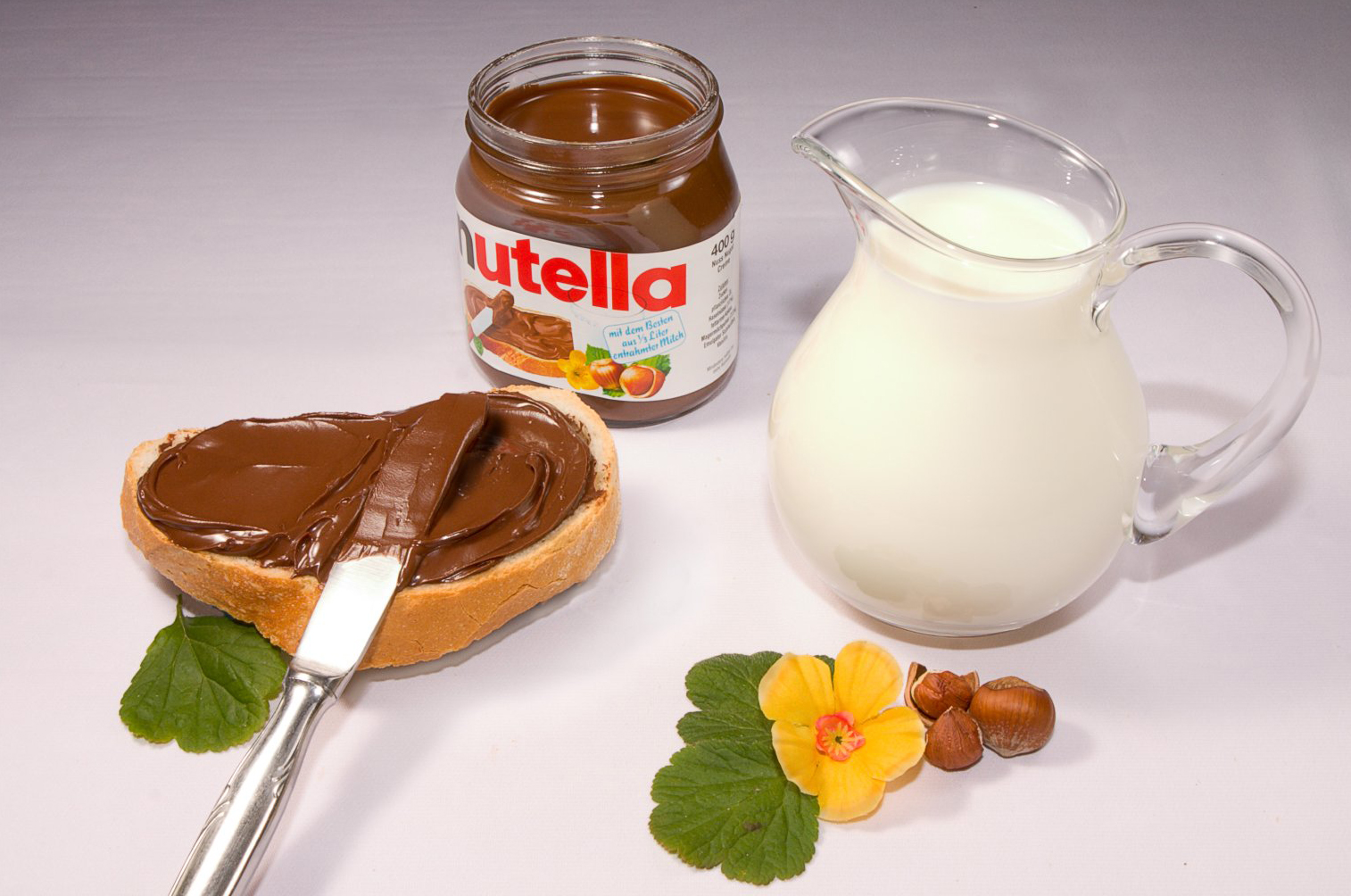
Nutella.

Além da pasta Nutella, a Ferrero também produz uma variedade de produtos de sucesso mundial, incluindo os finos chocolates Ferrero Rocher, o bombom Mon Chéri, o bombom Raffaello, o famoso Tic Tac e o Kinder Ovo ou Kinder Surpresa em Portugal.

## Sustentabilidade
O Grupo Ferrero anunciou que 100% das suas embalagens serão reutilizáveis, recicláveis ou compostáveis até 2025. Este objetivo foi alcançado em 83% no ano de 2021.
Em 2021, o Grupo providenciou formação a mais de 134.000 agricultores na Costa do Marfim e no Gana, com o objetivo de promover práticas agrícolas responsáveis em regiões chave para o cultivo do cacau.
Em setembro de 2021, lançou uma nova embalagem com um design ecológico para a sua linha de chocolates Ferrero Rocher totalmente em polipropileno, mais fácil de reciclar e que reduz a pegada de carbono em 30% face às caixas anteriores, mantendo a icónica transparência da embalagem e a qualidade do produto.
Em 2022, 84% da eletricidade adquirida nas fábricas de produção da Ferrero proveem de fontes renováveis e até 16 centros da empresa funcionam com eletricidade 100% renovável.